# Un uomo piange solo per amore/Tante prossime volte
Un uomo piange solo per amore è un brano musicale composto da Petaluma (testo), Marcello Marrocchi e Mario Vicari (musica), classificatosi 10º al Festival di Sanremo 1968 nell'interpretazione in abbinamento di Mario Guarnera e Little Tony.

## 45 giri
Dopo il Festival l'etichetta discografica Durium pubblica i singoli contenenti il brano nelle due versioni: il disco di Mario Guarnera aveva come lato B Un altro momento, mentre quello di Little Tony presentava sull'altra facciata Tante prossime volte.
Il singolo di Little Tony raggiunse il 9º posto in hit parade e risultò il 36° singolo più venduto in Italia nel 1968.

## Cover
Il cantante Gianni Lopes la fa diventare una bachata. Il brano viene cantato da Gimeno in lingua spagnola con il titolo Un hombre llora solo por amor.
Le vendite vanno talmente bene che si decide di trarre dalla canzone un musicarello dal titolo Donne, botte e bersaglieri, per la regia di Ruggero Deodato ed avente nel cast Enrico Montesano e lo stesso Little Tony.
Tante prossime volte è il brano presente sul lato B del disco.